# Canyon Diablo (метеорит)
Canyon Diablo (рус. Каньо́н-Дья́бло) — железные метеориты, фрагменты астероида, упавшего около 20—40 тыс. лет назад (по некоторым данным, 50 000 ± 3 000 лет назад) недалеко от населённого пункта «Каньон Дьябло» у каньона Дьябло (штат Аризона, США) и образовавшего Аризонский кратер диаметром 1219 метров.

## История
Общая масса найденных фрагментов — около 15 тонн, они хранятся во многих музеях мира.

## Состав
В 1953 году Клэр Паттерсон измерил соотношения изотопов свинца в образцах метеорита. Результатом оказалось уточнение оценки возраста Земли до 4,550 млрд лет.

## Фрагменты

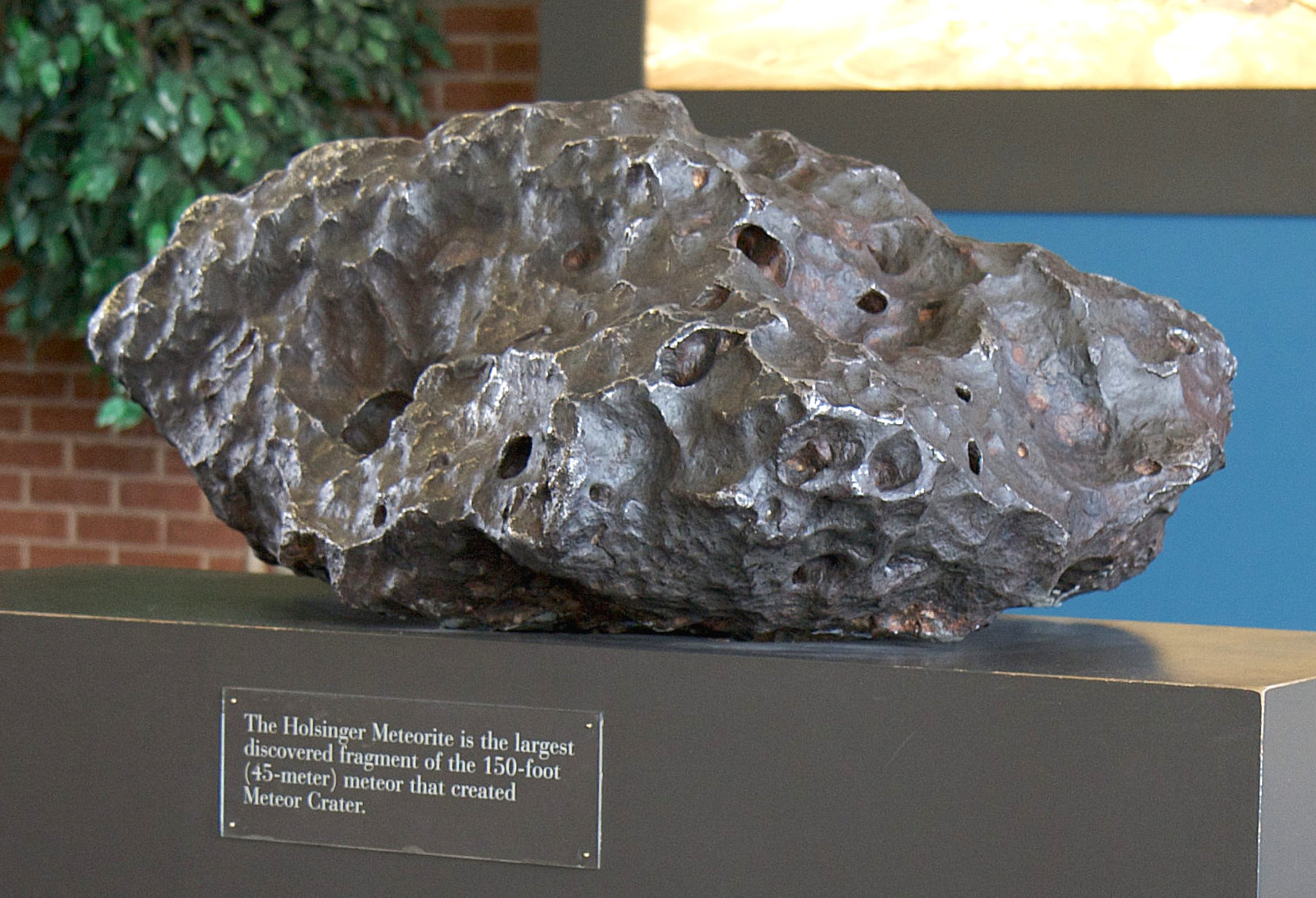
Holsinger Meteorite, самый большой фрагмент из когда-либо найденных

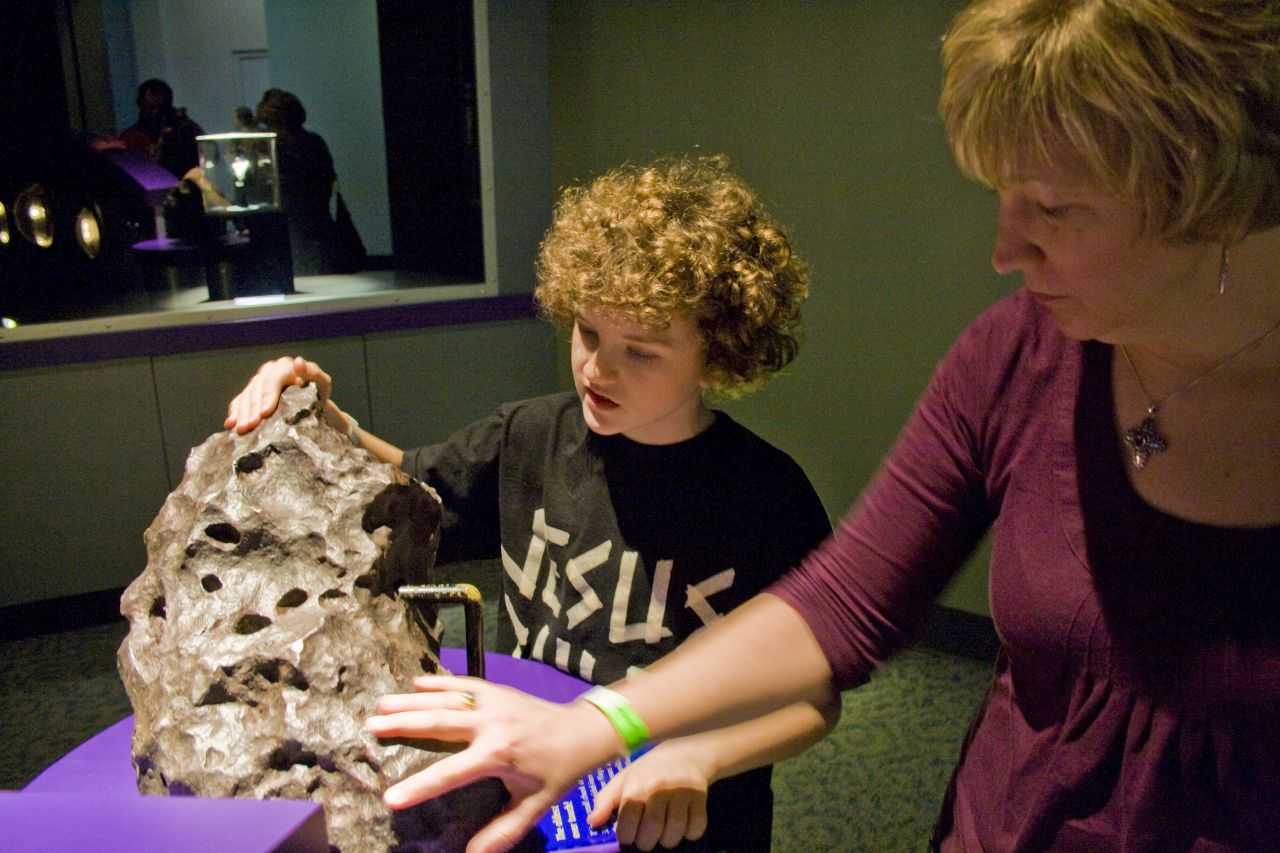
Осколок метеорита

Самый большой фрагмент из когда-либо найденных известен как Holsinger Meteorite и имеет массу 639 кг. Он представлен в музее у Аризонского кратера.
Другие известные фрагменты:
- 485 кг, находится в музее Кентербери (Крайстчерч, Новая Зеландия)[4];
- 360 кг, находится в Национальном музее естественной истории (Париж);
- 242,6 кг, находится в обсерватории Ловелла (Флагстафф, Аризона)[5];
- 225,9 кг, находится в Академии естественных наук Дрексельского университета (Филадельфия, Пенсильвания);
- 194 кг, находится в колледже города Белойт (Висконсин);
- 162 кг, находится в Музее метеоритов Калифорнийского университета в Лос-Анджелесе[6];
- 136 кг, находится в институте Франклина (Филадельфия)[7];
- 122 кг, находится в обсерватории Гриффита (Лос-Анджелес, Калифорния);
- 179 кг, находится в обсерватории Гриффита (Лос-Анджелес, Калифорния);
- 100 кг, находится в Калифорнийской академии наук (Сан-Франциско);
- 54 килограмма (120 фунта), находится в Ньюаркском музее (Ньюарк, Нью-Джерси);
- Basket Meteorite (22 кг), находится в музее рядом с Аризонским кратером[8][9].